# 2080
Năm 2080. Trong lịch Gregory, nó sẽ là năm thứ 2080 của Công nguyên hay của Anno Domini; năm thứ 80 của thiên niên kỷ thứ 3 và của thế kỷ 21; và năm đầu tiên của thập niên 2080.